# 里斯克岩
66°9′S 65°48′W / 66.150°S 65.800°W
里斯克岩（英語：Risk Rock），是南極洲的岩石，位於葛拉漢地的盧貝海岸，處於埃文森角和佩斯基岩之間，在1959年由英國南極名稱諮詢委員會命名，現時由南極條約體系管理。